# カドコミ
カドコミは、KADOKAWAが運営している無料コミックポータルサイト。

## 概要
2014年3月22日、「ComicWalker（コミックウォーカー）」としてサービス開始。2023年12月13日より「カドコミ」に名称が変更され、2024年2月22日にフルリニューアルされた。パソコン、スマートフォン、タブレットのマルチデバイス対応。一部作品は日本語版だけでなく英語・中国語版も配信されている。サイトの名称変更後もニコニコ静画では「ComicWalker」の名称が使用されている。
KADOKAWAの漫画雑誌に掲載された作品を配信する以外に、『おしえて! ギャル子ちゃん』など、当サイトで連載された作品も存在する。
なお、「カドコミ」という名称は、旧角川グループパブリッシングが2009年から開催しているフェアの名称でもある。X（旧Twitter）のアカウント名は「カドコミ【公式】」だったが、本サイトの名称が変わったのを機に「カドコミフェア2023【公式】」に変更されている。
2024年5月23日、『カドコミアプリ』の名称で漫画アプリをリリース。アプリではサイトのオリジナル作品が初回無料で全話閲覧することができるため、Web上では公開が終了している話も、アプリでは閲覧が可能である。リリースに合わせ、カドコミにて「3日間で計25本の新連載」が開始されている。

## 掲載レーベル
- アライブ+ ※コミックアライブからリニューアル
- 青騎士
- WebComic アパンダ[8]
- ASUKA
- MANGAバル
- BL★美少年ブック
- B's-LOG COMIC
- B's-LOVEY COMICS
- CandleA
- CIEL
- コミックアルナ
- コミックエッセイ劇場
- コミックフラッパー
- COMIC Hu[9][10]
- コミックビーム
- COMIC BRIDGE ※旧称は「COMIC BRIDGE online」[11][12]
- コミックコンプ＆コンプティーク
- コンプエース コミックコネクト[13]
- コミックキューン
- コミックジーン
- COMIC it
- コミックNewtype
- コンプエース
- 電撃大王
- 電撃だいおうじ
- 電撃G'sコミック
- 電撃G's magazine
- 電撃マオウ
- 電撃萌王
- ドラドラふらっと♭
- ドラドラしゃーぷ＃
- ドラゴンエイジ
- エメラルド
- COMICフルール
- FLOS COMIC[14]
- for girls※旧称は「ComicWalker for girls」[15]
- グローバルコミック
- コミックグロウル
- ガンダムエース
- ハルタ[注釈 1]
- 異世界コミック[16][注釈 2][17]
- カドコミオリジナル
- キトラ
- LScomic
- 魔法のiらんどCOMICS  ※配信元のサイトの連載停止
- マンガッタン＝デジタル ※更新停止
- 電撃ノベコミ＋[注釈 3]
- 大塚英志漫画
- Pomme Comics+
- 電撃コミック レグルス[注釈 4][18]
- 少年エース
- 少年エースplus[注釈 5][19]
- シルフ
- タテスクコミック
- 東方外来韋編
- TL☆恋乙女ブック
- COMIC VAMP[20]
- @vitamin[21]
- ヤングエース
- ヤングエースUP
- ヤングドラゴンエイジ
- 百合倶楽部[22]

### 廃止されたレーベル
- ComicWalker
- ComicWalker GLOBAL - サブディレクトリの終了
- アルカディア - 本誌の休刊
- エイジプレミアム - 本誌の配信終了、ドラゴンエイジへリダイレクト
- COMIC@LOID - 本誌の配信終了、電撃G'sコミックへリダイレクト
- コミッククリア - 配信元のコミックサイトの閉鎖
- 週刊アスキー - 本誌の休刊（電子書籍版への完全移行）
- G'sコミック Anothers[23] - 電撃G'sコミックへリダイレクト
- ジーンピクシブ - コミックジーンへリダイレクト
- 電撃D-MANGAオンライン - 配信元のコミックサイトの閉鎖、電撃G'sコミックへリダイレクト
- 電撃文庫MAGAZINE - 本誌の休刊
- 電撃ホビーマガジン - 本誌の休刊
- FORCE 原力誌 - 配信元のコミックサイトの閉鎖
- MIKU-Pack - 本誌の刊行終了
- ミルフィ - 本誌の配信終了
- メディアファクトリー新書  - レーベルの刊行終了

## 主なオリジナル作品
- 青春鉄道（株）（青春）
- 異世界おじさん（殆ど死んでいる）
- ELDEN RING 黄金樹への道（飛田ニキイチ）
- おしえて! ギャル子ちゃん（鈴木健也）
- オレが私になるまで（佐藤はつき）
- かふん昔ばなし（かふん）
- こども刑事めめたん（森山一保）
- 男子高校生は今日もお腹がすいている（ハナツカシオリ）
- チグハグトリック（川上三塁手）
- 東京ESP×喰霊（瀬川はじめ）
- ドキュンサーガ（いとまん）
- 猫も、オンダケ（和田ラヂヲ）
- 不登校の日常（久遠まこと）
- 便利屋斎藤さん、異世界に行く（一智和智）
- 見える子ちゃん（泉朝樹）
- ヤマトタケル（安彦良和）
- 理系の人々（よしたに）
- 異世界サムライ（齋藤勁吾）

## 映像化作品

### アニメ化
| 作品                                                   | 放送年 | アニメーション制作 | 備考                           |
| ------------------------------------------------------ | ------ | ------------------ | ------------------------------ |
| こども刑事めめたん                                     | 2015年 | 米子ガイナックス   |                                |
| おしえて! ギャル子ちゃん                               | 2016年 | feel.              |                                |
| 猫も、オンダケ                                         | 2016年 | studio!cucuri      |                                |
| アンゴルモア 元寇合戦記                                | 2018年 | NAZ                |                                |
| 女子高生の無駄づかい                                   | 2019年 | パッショーネ       |                                |
| 見える子ちゃん                                         | 2021年 | Passione           |                                |
| このヒーラー、めんどくさい                             | 2022年 | 寿門堂             | 月刊コミックフラッパーでも連載 |
| 異世界おじさん                                         | 2022年 | Atelier Pontdarc   |                                |
| 世界の終わりに柴犬と                                   | 2022年 | DLE                |                                |
| 便利屋斎藤さん、異世界に行く                           | 2023年 | C2C                |                                |
| DOG SIGNAL                                             | 2023年 | 冨嶽               |                                |
| ゴリラの神から加護された令嬢は王立騎士団で可愛がられる | 2025年 | 鵲（カチガラス）   | コミカライズ原作               |

### 実写化
| 作品                         | 放送年 | 備考      |
| ---------------------------- | ------ | --------- |
| 理系の人々                   | 2014年 |           |
| 作りたい女と食べたい女       | 2022年 | シーズン1 |
| 作りたい女と食べたい女       | 2024年 | シーズン2 |
| BLUE MOMENT ブルーモーメント | 2024年 |           |

| 作品                     | 公開年         | 備考 |
| ------------------------ | -------------- | ---- |
| マイ・ブロークン・マリコ | 2022年         |      |
| 明日を綴る写真館         | 2024年         |      |
| 見える子ちゃん           | 2025年（予定） |      |